# Sengkidu
Sengkidu is een bestuurslaag in het regentschap Karangasem van de provincie Bali, Indonesië. Sengkidu telt 2188 inwoners (volkstelling 2010).